# Luana
Pour les articles homonymes, voir Bertolucci.
Luana Bertolucci Paixão, née le 2 mai 1993 à São Bernardo do Campo, plus connue sous le nom de Luana, est une footballeuse internationale brésilienne évoluant au poste de milieu de terrain pour le SC Corinthians.

## Biographie

### Carrière en club
Luana évolue dans les équipes de jeunes de São Bernardo, de São Caetano et des Corinthians. Elle signe ensuite en faveur de l'Associação Desportiva Centro Olímpico au début de l'année 2011.  
Elle accepte ensuite un transfert vers le club norvégien de Toppserien d'Avaldsnes IL pour la saison 2015, qui se conclut par une deuxième place en championnat et une finale perdue en Coupe féminine norvégienne, les qualifiant pour la première fois en Ligue des champions. En 2017, Luana est nommée joueuse de l'année de l'Avaldsnes IL, qui remporte la Coupe féminine norvégienne. Elle signe une prolongation d'un an de son contrat en novembre 2017.
En 2019, elle joue en Corée du Sud au Hwacheon KSPO. Elle inscrit huit buts en vingt-deux matchs disputés durant la saison.
Le 3 janvier 2020, elle s'engage d'abord pour six mois au Paris Saint-Germain afin notamment de compenser l'indisponibilité jusqu'à la fin de la saison de l'Allemande Sara Däbritz, touchée au genou droit. Elle renforce ainsi l'importante colonie brésilienne du club parisien. Après six mois en demi-teinte, elle prolonge en mai 2020 son contrat d'un an, et s'impose comme une pièce maîtresse du milieu parisien. En janvier 2021, elle prolonge jusqu'en 2022 avec le PSG. Le 23 mars 2021, elle est victime d'une rupture de ligament croisé du genou gauche à la veille du quart de finale aller de Ligue des champions face à l'OL. Une longue blessure qui met un terme à sa saison et l'empêche de participer aux Jeux olympiques à Tokyo.

### Carrière internationale
Luana évolue avec l'équipe nationale brésilienne des moins de 17 ans lors de la Coupe du monde des moins de 17 ans 2010 qui se déroule à Trinité-et-Tobago. Le Brésil s'incline en quarts de finale face à l'Espagne. Après avoir été promue dans l'équipe des moins de 20 ans, elle participe à la Coupe du monde des moins de 20 ans en 2012, compétition organisée au Japon. 
En décembre 2012, elle obtient sa première sélection en équipe du Brésil, à l'occasion du tournoi international de football féminin de la ville de São Paulo, remplaçant Érika, pour une victoire de 2-1 sur le Danemark,.
Luana est absente de la liste des 23 joueuses brésiliennes retenues pour la Coupe du monde féminine 2019, annoncée le 16 mai 2019. Toutefois, elle intègre le groupe le lendemain, à la suite du forfait d'Adriana Leal da Silva, victime d'une blessure au ligament du genou. Depuis 2019, elle est vice-capitaine de la Seleçao.

## Statistiques

### En club
| Saison                | Club                  | Championnat           | Championnat | Championnat | Coupe(s) nationale(s) | Coupe(s) nationale(s) | Compétition(s) continentale(s) | Compétition(s) continentale(s) | Compétition(s) continentale(s) | Total | Total |
| Saison                | Club                  | Division              | M.          | B.          | M.                    | B.                    | Comp.                          | M.                             | B.                             | M.    | B.    |
| 2013                  | Centro Olímpico (en)  | Série A1              | 1           | 0           |                       |                       | -                              | -                              | -                              | 1     | 0     |
| 2014                  | Centro Olímpico (en)  | Série A1              | 7           | 1           |                       |                       | -                              | -                              | -                              | 7     | 1     |
| Sous-total            | Sous-total            | Sous-total            | 8           | 1           |                       |                       | -                              | -                              | -                              | 8     | 1     |
| 2015                  | Avaldsnes IL          | Toppserien            | 22          | 4           | 5                     | 2                     | -                              | -                              | -                              | 27    | 6     |
| 2016                  | Avaldsnes IL          | Toppserien            | 16          | 1           | 2                     | 1                     | C1                             | 4                              | 0                              | 22    | 2     |
| 2017                  | Avaldsnes IL          | Toppserien            | 16          | 6           | 3                     | 0                     | C1                             | 4                              | 1                              | 23    | 7     |
| 2018                  | Avaldsnes IL          | Toppserien            | 21          | 5           | 2                     | 1                     | C1                             | 5                              | 2                              | 28    | 8     |
| Sous-total            | Sous-total            | Sous-total            | 75          | 16          | 12                    | 4                     | -                              | 13                             | 3                              | 100   | 23    |
| 2019                  | Hwacheon KSPO         | WK-League             | 22          | 8           | -                     | -                     | -                              | -                              | -                              | 22    | 8     |
| Sous-total            | Sous-total            | Sous-total            | 22          | 8           | -                     | -                     | -                              | -                              | -                              | 22    | 8     |
| 2019-2020             | Paris Saint-Germain   | Division 1            | 3           | 0           | 3                     | 0                     | C1                             | 0                              | 0                              | 6     | 0     |
| 2020-2021             | Paris Saint-Germain   | Division 1            | 9           | 2           | 0                     | 0                     | C1                             | 1                              | 1                              | 10    | 3     |
| Sous-total            | Sous-total            | Sous-total            | 12          | 2           | 3                     | 0                     | -                              | 1                              | 1                              | 16    | 3     |
| Total sur la carrière | Total sur la carrière | Total sur la carrière | 117         | 27          | 15                    | 4                     | -                              | 14                             | 4                              | 146   | 35    |

### En sélection
Mis à jour le 19 avril 2021,,,
| Sélection | Année | Matchs | Buts |
| --------- | ----- | ------ | ---- |
| Brésil    | 2012  | 2      | 0    |
| Brésil    | 2013  | 3      | 0    |
| Brésil    | 2014  | 0      | 0    |
| Brésil    | 2015  | 0      | 0    |
| Brésil    | 2016  | 0      | 0    |
| Brésil    | 2017  | 1      | 0    |
| Brésil    | 2018  | 0      | 0    |
| Brésil    | 2019  | 11     | 0    |
| Brésil    | 2020  | 5      | 1    |
| Total     | Total | 22     | 1    |